# Parapteroceras odoratissimum
Parapteroceras odoratissimum är en orkidéart som först beskrevs av Johannes Jacobus Smith, och fick sitt nu gällande namn av Jeffrey James Wood. Parapteroceras odoratissimum ingår i släktet Parapteroceras och familjen orkidéer. Inga underarter finns listade i Catalogue of Life.